# Maurizio Gasparri
Pour les articles homonymes, voir Gaspari.
Maurizio Gasparri, né le 18 juillet 1956 à Rome, est un homme politique italien, membre de Forza Italia. 
Depuis 2008, il est sénateur de la République et est président de son groupe FI au Sénat de 2008 à 2013.
Le 19 octobre 2022, il est élu vice-président du Sénat.

## Biographie
Avant d'adhérer au Peuple de la liberté, Maurizio Gasparri avait fait partie de mouvements néo-fascistes et d'Alliance nationale.
Le 21 mars 2013, il est élu vice-président du Sénat de la République. Il le redevient en octobre 2022 avec la victoire de la coalition de centre-droit aux élections parlementaires.

## Affaires judiciaires
Le 16 avril 2014, il est mis en examen pour avoir détourné 600 000 € du groupe parlementaire qu'il dirige en souscrivant une police d'assurance à son profit. Il sera jugé en 1re instance en novembre 2014. Le 6 avril 2016, le tribunal de Rome a acquitté Gasparri des charges retenues contre lui car « le fait n'existe pas ».